# Jacques Laperrière
Joseph Jacques Hughes Laperrière (* 22. November 1941 in Béarn, Québec) ist ein kanadischer Eishockeyspieler (Verteidiger) und -trainer, der von 1962 bis 1974 für die Canadiens de Montréal in der National Hockey League spielte.

## Karriere
Als Junior spielte er bei den Hull-Ottawa Canadiens in der Eastern Professional Hockey League.
Der talentierte Verteidiger gab in der Saison 1962/63 sein Debüt bei den Canadiens de Montréal und schaffte in der Saison 1963/64 den Durchbruch. Er erfüllte alle Hoffnungen, die man in ihn gesetzt hatte, und wurde 1964 als Rookie des Jahres mit der Calder Memorial Trophy ausgezeichnet. Er glänzte durch starke Defensivleistungen mit wenigen Fehlern, die Fähigkeit bei Scheibengewinn das Spiel schnell zu drehen und einen gefährlichen Angriff einzuleiten, machte ihn zu einem besonderen Gewinn für das Team.
Sein sicheres Auftreten und seine Beständigkeit verhalfen ihm auch zum Gewinn der James Norris Memorial Trophy als bester Verteidiger und zu vier Nominierungen für das NHL All-Star Team. Mit dem starken Team der Canadiens gewann er so auch fünfmal den Stanley Cup. Immer wieder wurde er in den entscheidenden Situationen aufs Eis gebracht, da er wie kaum ein anderer verstand die Schnelligkeit des Spiels zu steuern. Bei Cup-Gewinn 1971 spielte er mit vier Toren und 13 Punkten seine besten Playoffs.
Eine schwere Knieverletzung in einem Spiel am 19. Januar 1974 gegen die Boston Bruins zwang ihn, seine aktive Karriere zu beenden. Die Canadiens setzten ihn bald nach seiner Genesung als Trainer ihres Nachwuchsteams ein. Doch der Job des Cheftrainers in einer Juniorenliga bereitete ihm keine große Freude. Ab der Saison 1981/82 war er bei den Montreal Canadiens als Assistenztrainer tätig. Sein Schwerpunkt lag in der Betreuung der Abwehr. 16 Jahre hatte er in Montreal diesen Posten inne, bevor ihn Pat Burns zur Saison 1997/98 zu den Boston Bruins holte. Nach vier Jahren bei den Bruins wechselte er 2001 zu den New York Islanders, bei denen er zwei Jahre Assistent von Peter Laviolette war. Zur Saison 2003/04 war es erneut Pat Burns, dem er zu den New Jersey Devils folgte. Hier blieb er aber auch unter dessen Nachfolgern als Assistent tätig.
1987 wurde er mit der Aufnahme in die Hockey Hall of Fame geehrt.

## Sportliche Erfolge
- Stanley Cup: 1965, 1966, 1968, 1969, 1971 und 1973 (als Spieler); 1986 und 1993 (als Assistenztrainer)

### Persönliche Auszeichnungen
- First All-Star Team: 1965 und 1966
- Second All-Star Team: 1964 und 1970
- Calder Memorial Trophy: 1964
- James Norris Memorial Trophy: 1966
- Führender der Plus/Minus Wertung: 1973 (ab 1983 wurde hierfür der NHL Plus/Minus Award vergeben)